# Muzeum Ziemi Grodziskiej
Muzeum Ziemi Grodziskiej – muzeum regionalne prezentujące archiwalia dotyczące dziejów Grodziska Wielkopolskiego i okolic, mieszczące się w budynku dawnego Pałacu Heyderów.

## Historia
Pierwsze Muzeum Ziemi Grodziskiej powstało w 1937 roku z inicjatywy ówczesnego burmistrza miasta Romana Mazurkiewicza. W wyniku działań wojennych muzeum zostało zlikwidowane, a zbiory w większości bezpowrotnie utracone. W 1967 roku w dwóch małych pomieszczeniach miejscowego domu kultury założono kolejne, dzisiejsze muzeum. Aż do śmierci w 1989 roku jego dyrektorem był grodziski kolekcjoner i fotograf, Edward Pawłowski. W tym też roku muzeum zawiesiło działalność. W 1991 roku, po przenosinach do dwóch pomieszczeń stopniowo remontowanego Dworu Łubieńskich muzeum wznowiło działalność, a funkcję kustosza objął Dariusz Matuszewski. Z biegiem lat zyskiwało kolejne wyremontowane pomieszczenia Dworu, a także wzbogaciło się o wystawę plenerową.

## Ekspozycja
Zbiory muzeum pierwotnie opierały się na kolekcji założyciela, Edwarda Pawłowskiego i prezentowały głównie piwowarskie tradycje miasta. Po przenosinach w 1991 muzeum zyskało nowe możliwości i rozszerzyło swoje zbiory. Obecna wystawa obejmuje eksponaty archeologiczne, etnograficzne (stroje ludowe i przedmioty codziennego użytku), historyczne (archiwalia dotyczące organizacji społecznych działających w mieście), militarne (broń, odznaczenia, mundury, a na wystawie plenerowej ekspozycja sprzętu pancernego) i piwowarskie. W muzeum znajduje się też makieta prezentująca wygląd Grodziska w XIX wieku oraz wykonany na zamówienie obraz poznańskiego malarza Tomasza Akusza „Panorama obrony Grodziska z 1848 r.”.